# مسجد سنان باشا (القاهرة)
جامع سنان باشا  يُعد ثاني مسجد يُنشأ في العصر العثماني بمصر وشيد طبقا لعمارة المساجد التركية ويقع بشارع السنانية بالسبتية، إحدى مناطق حي بولاق بمدينة القاهرة، بمصر.

## منشئ الجامع سنان باشا
سنان باشا أحد ولاة مصر من العثمانيين وقد تولى ولاية مصر مرتين عام 1567 ميلادية ثم عام 1571 ميلادية كما أنه تولى منصب الصدر الأعظم مرتين (الرجل الثاني في الدولة العثمانية وهو منصب يعادل حاليا منصب رئيس وزراء) وكان يتصف بالدهاء والحنكة السياسية والمهارة العسكرية يرجع له الفضل في قيادة المعارك العثمانية في اليمن ضد الزيديين وكان له الفضل أيضا في فتح تونس وضمها لحظيرة الدولة العثمانية بعد هزيمة الأسبان. ومن أعماله العمرانية في مصر إعادة فتح خليج الأسكندرية وإنشاء هذا المسجد.

## تخطيط الجامع
يبلغ طول الجامع 35 متراً وعرضه 27متراً وقوام المسجد قبة مركزية كبيرة محاطة بثلاثة إيوانات من الجهات الشمالية والجنوبية والغربية والجامع ليس له حرم بمعنى أنه لا يتقدمه أي فناء مكشوف والسبب في ذلك صغر المساحة حيث كان الجامع يطل مباشرة على ثغر النيل وقد أستعاض مهندس الأثر عن الفناء بالأروقة وقد كان الجامع محاط من خارجه بأسوار كانت تحوي أبواب وقد تهدم السور الشرقي أخر سور منها عام 1902 ميلادية.

## أروقة المسجد
تحيط بالقبة من جوانب ثلاثة وتفتح على القبة بواسطة ثلاثة أبواب عرض كل منها 8 أمتار وكل باب منها يحوي عقد يعلوه مقرنصات بدلايات متنوعة الأشكال ويعلو الأروقة قباب ضحلة يبلغ عددها خمسة قباب في الرواق الغربي بينما الرواقين الشمالي والجنوبي يحويان أربعة قباب فقط.

## القبة المركزية بالجامع
يبلغ قطرها 15 متر وقد شيدت من الداخل بالحجر ومن الخارج بالطوب الأجر (طور يتحمل درجة الحرارة العالية) وفتحت في رقبة القبة عدة شبابيك عددها 16 شباك.

## المحراب
يتوسط الضلع الشرقي للقبة ويكتنفه عمودين رخاميين يحملان عقد مدبب مزخرف بطريقة الصنجات المعشقة بطريقة الأبلق وصنع بدن المحراب من الفسيفساء الرخامية المزخرفة بأشكال الأطباق النجمية المتعددة الألوان وزخرفت طاقية المحراب بزخرفة الزجزاج بألوان صفراء وسوداء.

## المئذنة
تقع في الركن الجنوبي الشرقي ومقامة على قاعدة مربعة يعلوها بدن أسطواني زُخرف بستة عشر قناة من الخارج ويعلوها الطابق الثاني وهو دائري القطاع ينفصل عن الطابق الأول بشرفة ذات ستة عشر ضلع مزخرف بنقوش محزمة ويعلو الشرفة ثلاثة صفوف من المقرنصات والدلايات وفي النهاية نجد الشكل المخروطي الذي يشبه القلم الرصاص وهو السمة المميزة للمأذن في العمارة العثمانية.
يحوي الجامع مزولة قيشانية في النهاية الجنوبية الغربية صنعت على يد حسن الصواف عام 1862ميلادية.

## معرض الصور

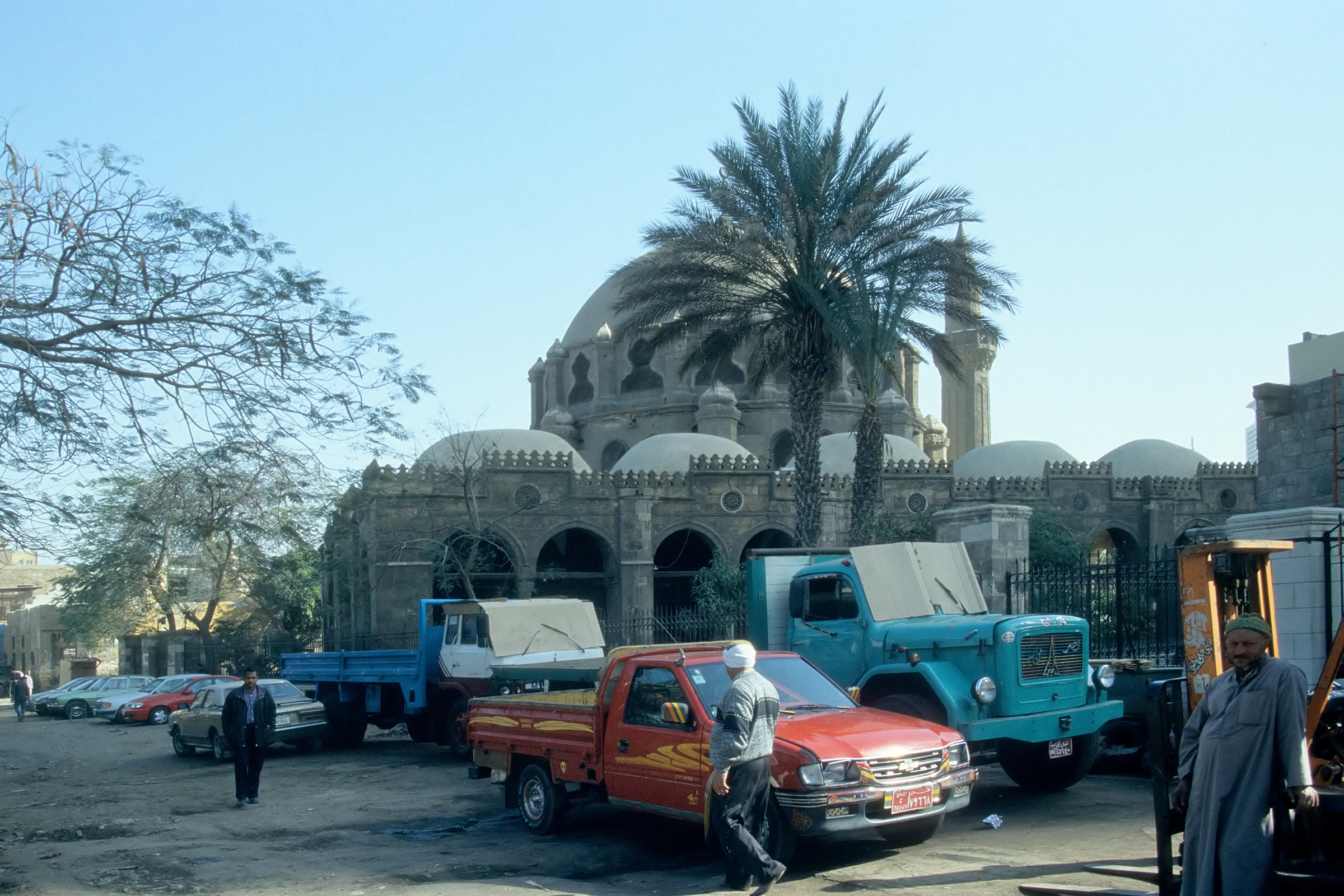
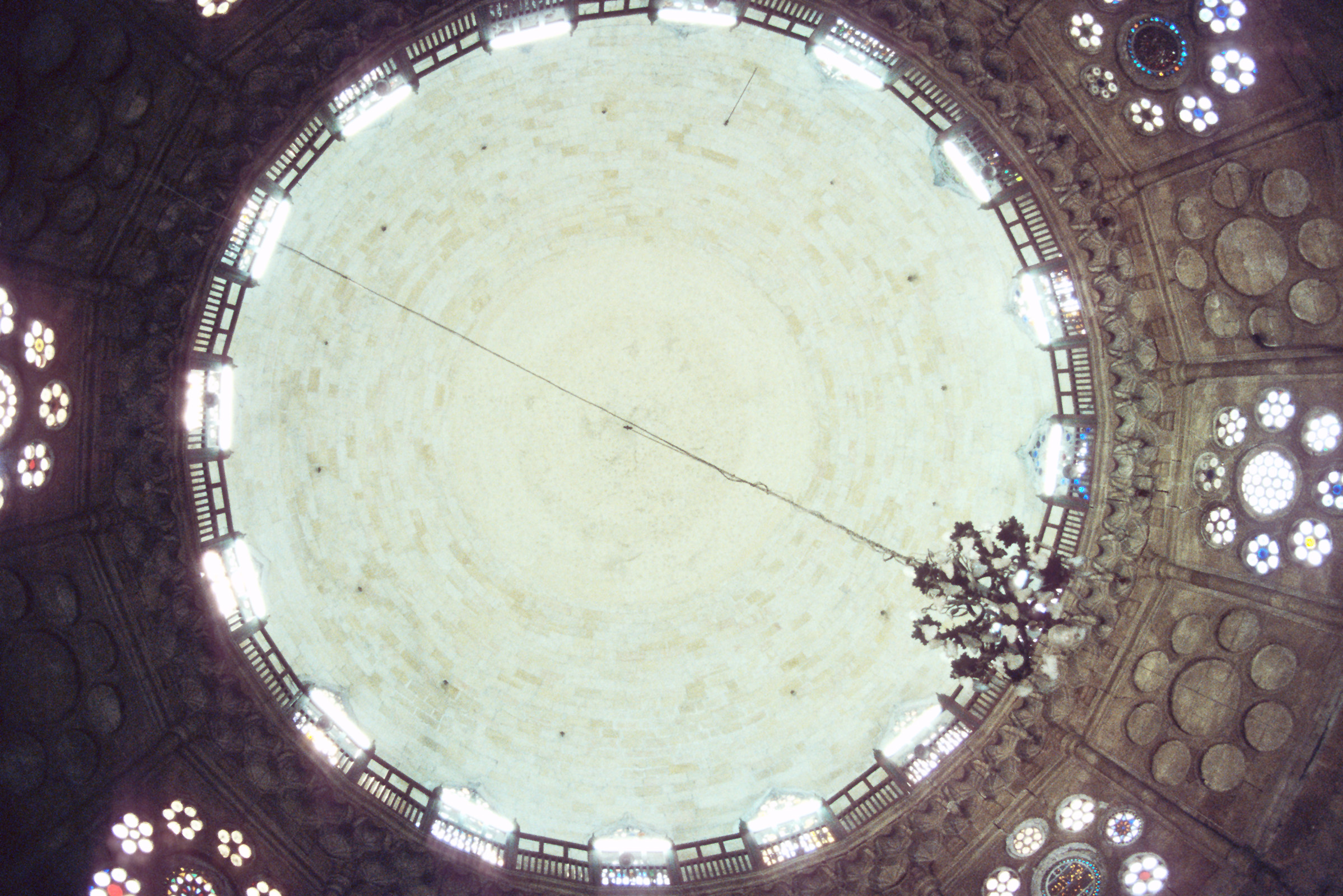
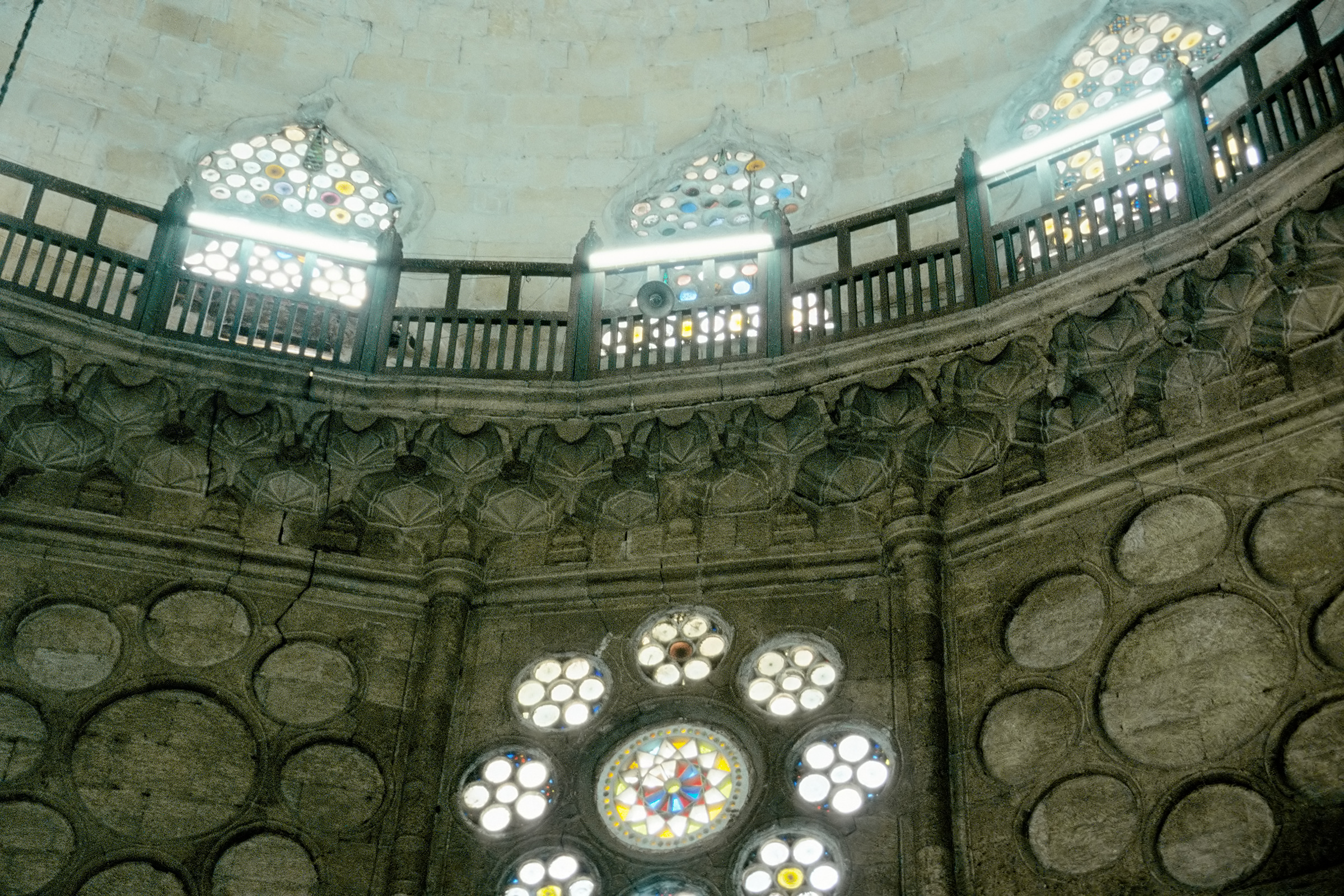
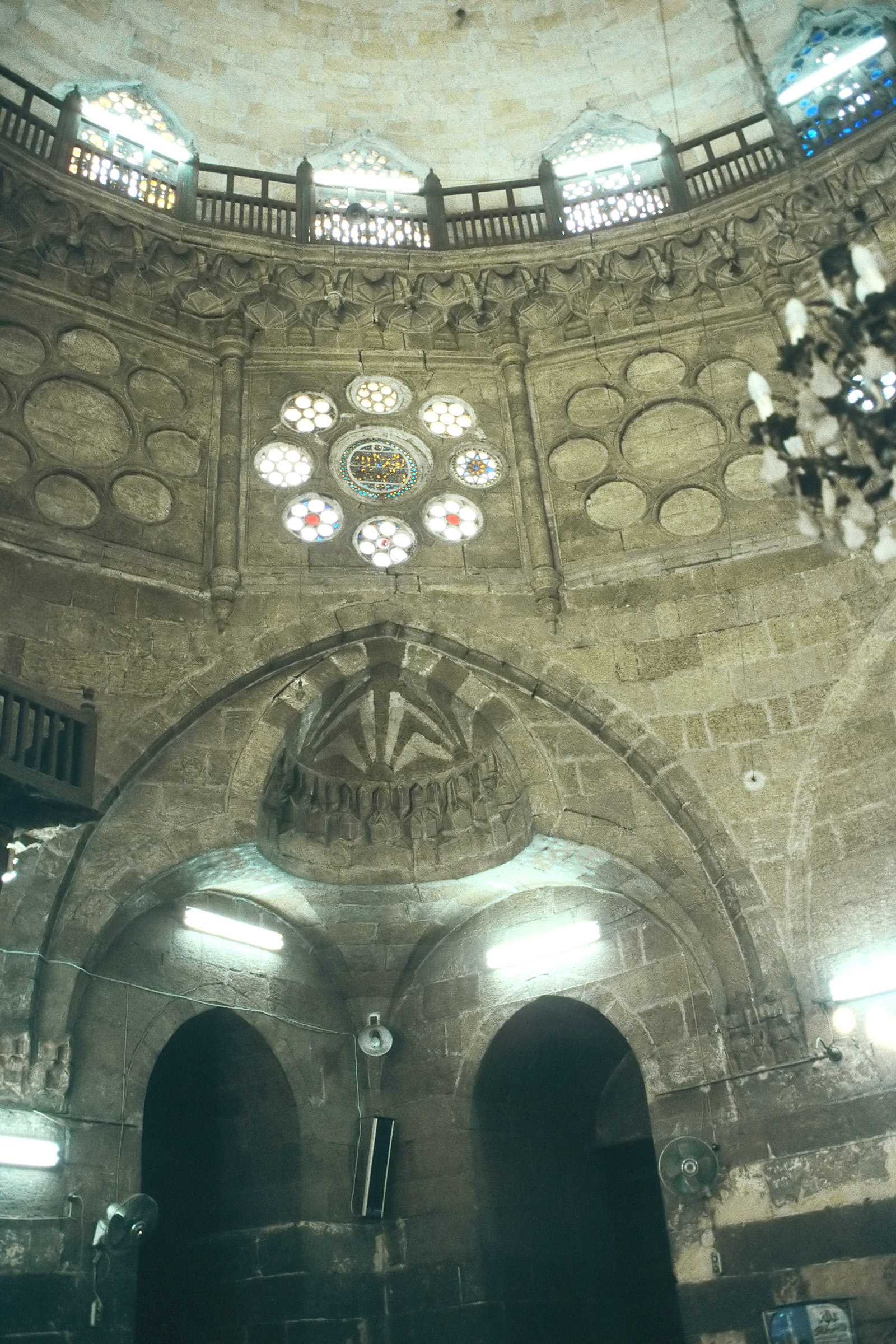
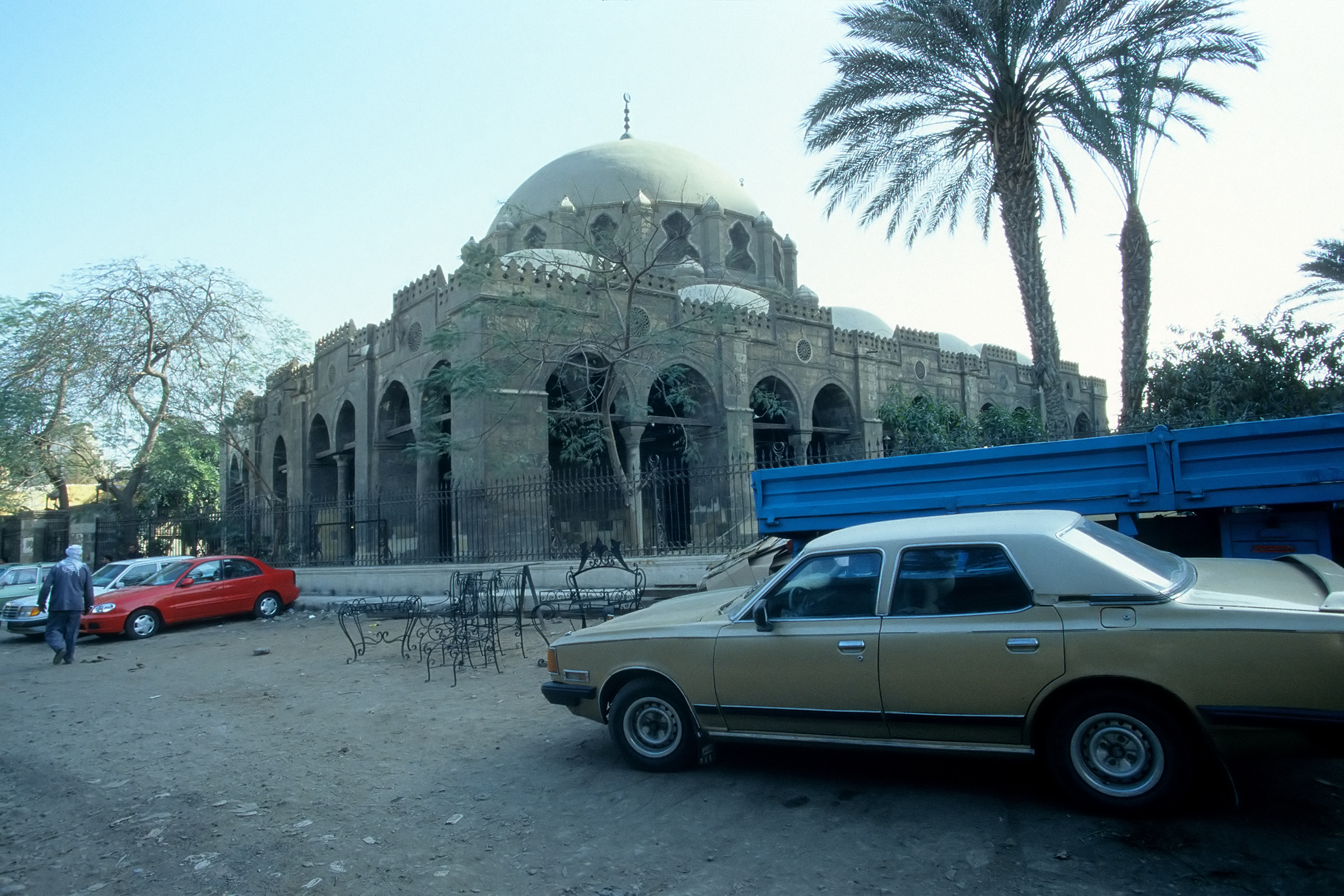